# Plectris pelliculata
Plectris pelliculata är en skalbaggsart som beskrevs av Perty 1833. Plectris pelliculata ingår i släktet Plectris och familjen Melolonthidae. Inga underarter finns listade i Catalogue of Life.